# 수지중학교 (전북)
수지중학교(水旨中學校)는 전북특별자치도 남원시 수지면 산정리에 있었던 공립 중학교이다.

## 학교 연혁
- 1949년 9월 23일 : 수지고등공민학교 설립
- 1952년 1월 18일 : 수지중학교 인가
- 1952년 4월 3일 : 수지중학교 개교
- 2014년 3월 1일 : 남, 여 공학 학급편성
- 2021년 2월 4일 : 제70회 졸업식(2명 졸업, 총 3,418명)
- 2021년 3월 4일 : 입학(신입생 1명 입학 / 총학생수 7명)
- 2021년 9월 1일 : 제29대 박병철 교장 부임
- 2024년 8월 31일 : 폐교 및 송동중학교 통폐합, 72년만에 폐업

## 참고 자료
- 수지중학교 - 한국교육학술정보원 학교알리미